# Данса
Да́нса (исп. Danza) — кубинский танец. Произошёл от европейского контрданса, известного на Кубе с конца XVIII века. Темп умеренный и умеренно быстрый, размер 2/4, ритм синкопированный. Был популярен до начала XX века. Многочисленные образцы дансы встречаются в творчестве кубинских композиторов XIX века (классический образец — фортепианные дансы Игнасио Сервантеса Каванаги).